# Vincent Laurensz. van der Vinne

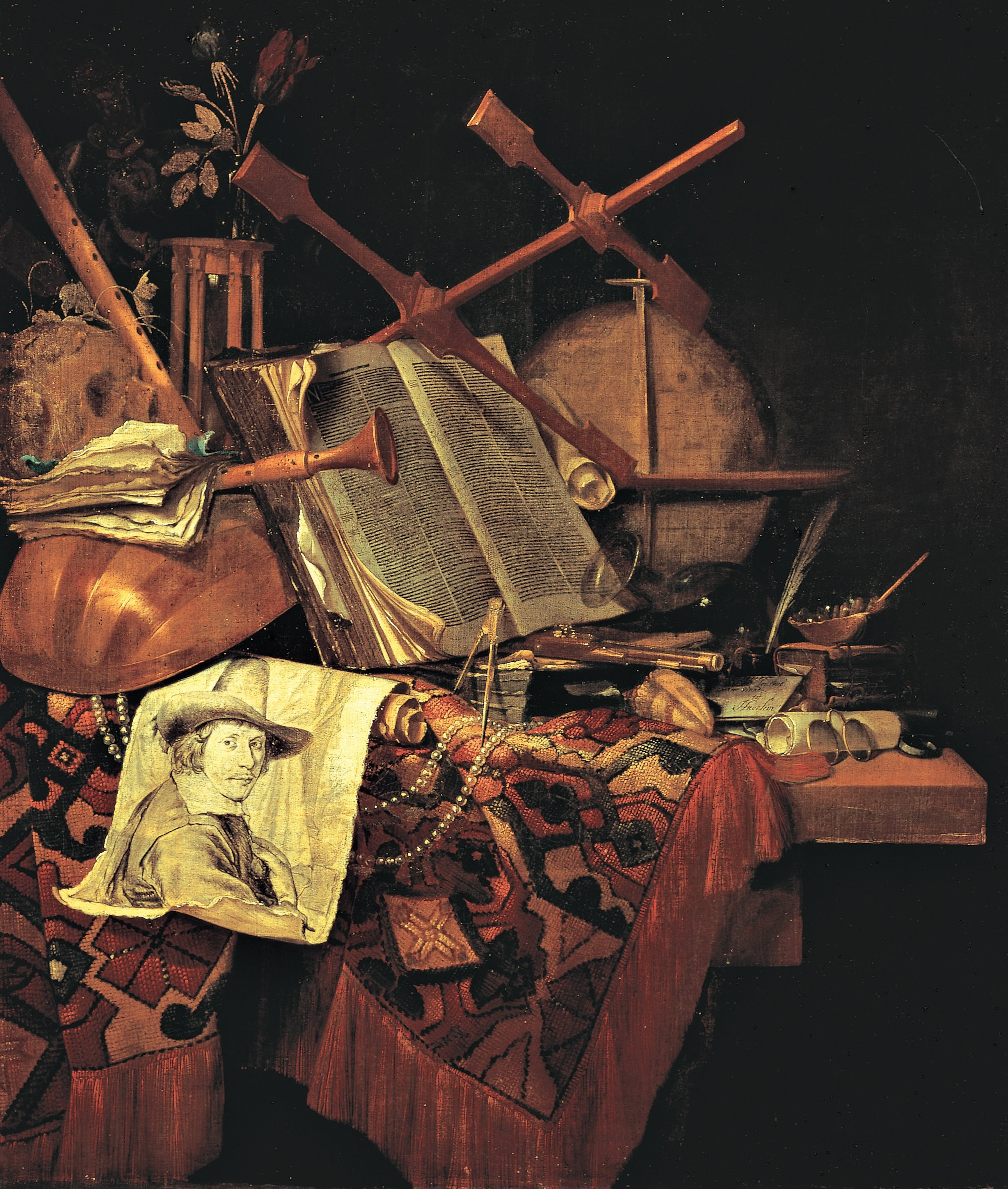
Vanitas, oli sobre llenç, 107,8 x 91,9 cm, Haarlem, Museu Frans Hals En el paper que penja de la taula, autoretrat del pintor segons un dibuix de Leendert van der Cooghen.

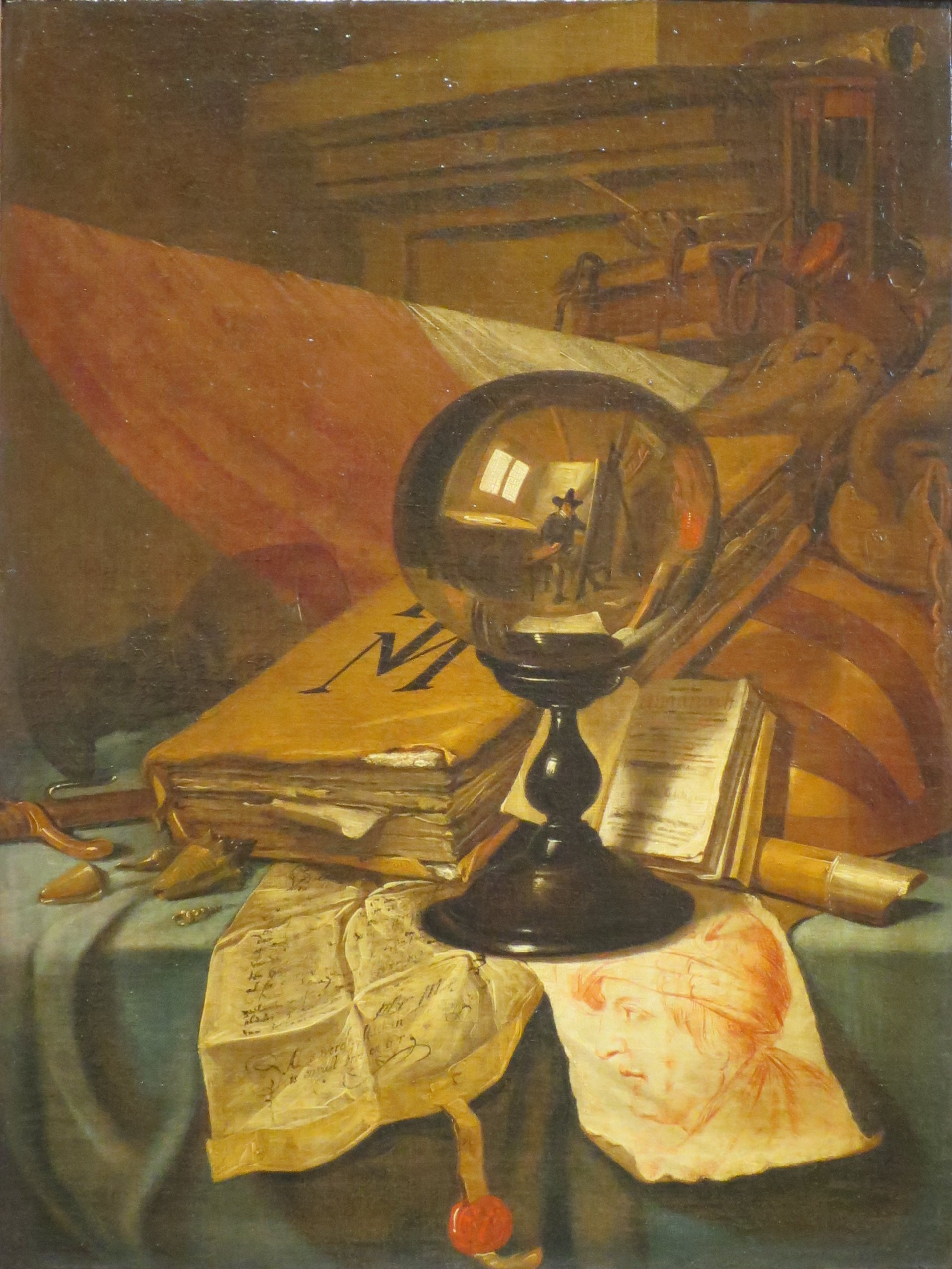
Vanitas, oli sobre llenç, 64 x 49 cm, Moscou, Museu de Belles Arts Puixkin.

Vincent Laurensz. van der Vinne (Haarlem, 11 d'octubre de 1628 – Haarlem, 26 de juliol de 1702) fou un pintor barroc i dibuixant neerlandès.

## Biografia
Batejat a Haarlem l'11 d'octubre de 1628, el 1647 es va col·locar com a aprenent de Frans Hals per espai de set mesos. El 1649 apareix registrat com a mestre en la Gremi de Sant Lluc d'Haarlem fins a agost de 1652 quan en unió de Cornelis Bega, Dirck Helmbreker i Guillam Dubois va emprendre un viatge per Alemanya que els va portar a visitar Colònia, on es van trobar amb Abraham Kuyper, continuant cap a Heidelberg i Frankfurt del Main. Segons el diari de viatge de Vinne, que encara es conserva, mentre els seus companys tornaven a Holanda, va passar a Suïssa, on va fixar la seva residència a Ginebra d'abril de 1653 a setembre de 1654. De retorn a Haarlem va travessar França. Va visitar i va residir algun temps a Lió i París, on va treballar per a un mestre anomenat Pierre Forest. Finalment, després d'embarcar a Le Havre, al setembre de 1655 es trobava de retorn a Haarlem. Un any després va contreure matrimoni en primera nupcias i va ser retratat per Frans Hals (Toronto, Art Gallery of Ontario).
Un altre viatge, a l'estiu de 1680, el va realitzar pels Països Baixos del Nord i en ell va visitar Hillegom, Leiden, Woerden, Utrecht, Jutphaas, Haastrecht, Gouda, Rotterdam, Delft, La Haia i Sassenheim. Els dibuixos i esbossos que va anar prenent al llarg d'aquests viatges, amb vista de les ciutats que recorria i els paisatges de l'Europa central, constitueixen el més característic de la seva producció.
Va ser pare de tres fills pintors: Laurens Vincentsz. van der Vinne (1658-1729), especialitzat en la pintura de flors, Jan Vincentsz. van der Vinne (1663-1721), i Isaac (1665-1740).

## Obra
El que es conserva de la seva obra, amb els dibuixos citats, són un conjunt de vanitas en les quals acostumava a autorretratarse, ja sigui en un paper fingit, com es troba en la Vanitas del Museu Frans Hals de Haarlem, en la qual penja de la taula un paper enrotllat amb la reproducció del retrat que li fes Leendert van der Cooghen, o davant del cavallet, reflectit en una bola de cristall (Moscou, Museu Puixkin).
En el Museu del Prado se li atribueix una Escena de gènere en un carrer d'Holanda que, àdhuc encaixant en el que és un gènere característic de la pintura neerlandesa, és peça única en la producció del pintor.